# Chojeniec
Chojeniec is een plaats in het Poolse district  Chełmski, woiwodschap Lublin. De plaats maakt deel uit van de gemeente Siedliszcze en telt 340 inwoners.